# Championnat du Norrland de football 1927
 (signalé en juin 2025).
Si vous disposez d'ouvrages ou d'articles de référence ou si vous connaissez des sites web de qualité traitant du thème abordé ici, merci de compléter l'article en donnant les références utiles à sa vérifiabilité et en les liant à la section « Notes et références ».
- Archive Wikiwix
- Bing
- Cairn
- DuckDuckGo
- E. Universalis
- Gallica
- Google
- G. Books
- G. News
- G. Scholar
- Persée
- Qwant
- (zh) Baidu
- (ru) Yandex
- (wd) trouver des œuvres sur Wikidata

Navigation
Édition précédente Édition suivante
Le Championnat du Norrland 1927 ou Norrländska Mästerskapet 1927 est la 3e édition de ce championnat qui vise à permettre aux meilleurs clubs du Norrland, alors écartés de l'Allsvenskan, de s'affronter afin de déterminer le meilleur club des régions septentrionales du pays.

## Tour préliminaire
- 24 juin 1927 : Luleå SK 2 - 1 IFK Umeå

## Phase finale
|  | Demi-finales               | Demi-finales               |                         |   | Finale                      | Finale                      |
|  | Demi-finales               | Demi-finales               |                         |   | Finale                      | Finale                      |
|  |                            |                            |                         |   |                             |                             |
|  | 3 juillet 1927 à Östersund | 3 juillet 1927 à Östersund |                         |   | 17 juillet 1927 à Söderhamn | 17 juillet 1927 à Söderhamn |
|  | 3 juillet 1927 à Östersund | 3 juillet 1927 à Östersund |                         |   | 17 juillet 1927 à Söderhamn | 17 juillet 1927 à Söderhamn |
|  | IFK Östersund              | 4                          |                         |   | 17 juillet 1927 à Söderhamn | 17 juillet 1927 à Söderhamn |
|  | IFK Östersund              | 4                          |                         |   | 17 juillet 1927 à Söderhamn | 17 juillet 1927 à Söderhamn |
|  | Luleå SK                   | 0                          |                         |   | 17 juillet 1927 à Söderhamn | 17 juillet 1927 à Söderhamn |
|  | Luleå SK                   | 0                          | Söderhamns Skärgårds IF | 8 |                             |                             |
|  | 3 juillet 1927 à Härnösand |                            | Söderhamns Skärgårds IF | 8 |                             |                             |
|  |                            | IFK Östersund              | 1                       |   |                             |                             |
|  | IF Älgarna                 | IFK Östersund              | 1                       | 1 |                             |                             |
|  | IF Älgarna                 |                            |                         | 1 |                             |                             |
|  | Söderhamns Skärgårds IF    | 2                          |                         |   |                             |                             |
|  | Söderhamns Skärgårds IF    | 2                          |                         |   |                             |                             |

| Vainqueur du Norrländska Mästerskapet 1927 |
| ------------------------------------------ |
| Söderhamns Skärgårds IF 1er titre          |